# Куп Србије у фудбалу 2006/07.
Куп Србије у фудбалу 2006/07. под именом Лав куп Србије одржао се у организацији Фудбалског савеза Србије, ово је било прво издање овог такмичења које се играло у Србији као независној држави. Након што се Државна заједница Србија и Црна Гора раздвојила на Србију и Црну Гору 21. маја 2006. године, чиме је и расформиран претходни заједнички Куп Србије и Црне Горе.
Утакмице ће се играти на теренима првоименованих тимова, а у случају нерешеног резултата после 90 минута игре, одмах ће се приступити извођењу једанаестераца како би се одредио победник.

## Календар такмичења
- Шеснаестина финала 20. септембар 2006.
- Осмина финала 25. октобар 2006.
- Четвртфинале 14. март 2007.
- Полуфинале 18. април 2007.
- Финале 15. мај 2007.

Финална утакмица се игра у Београду по правилу на стадиону Партизана Уколико су финалисти Партизан и Црвена звезда жребом се утврђује на чијем стадиону се утакмица игра, а уколико су финалисти Партизан и неки други клуб, финална утакмица се игра на стадиону Црвене звезде.

## Шеснаестина финала
Утакмице су одигране 20. септембра 2006.
| Утак. | Клуб, Место             | Резултат     | Клуб, Место                |
| ----- | ----------------------- | ------------ | -------------------------- |
| 1.    | Црвена звезда, Београд  | 3:0          | Севојно                    |
| 2.    | Тимок, Зајечар          | 0:1          | Банат, Зрењанин            |
| 3.    | Јединство Путеви, Ужице | 1:3          | Чукарички Станком, Београд |
| 4.    | Младеновац              | 2:1          | Смедерево                  |
| 5.    | Обилић, Београд         | 0:3          | Власина, Власотинце        |
| 6.    | Војводина, Нови Сад     | 4:1          | БАСК, Београд              |
| 7.    | Мокра Гора, Зубин Поток | 1:1 пен. 4:3 | Борац, Чачак               |
| 8.    | Срем, Сремска Митровица | 1:0          | Рад, Београд               |
| 9.    | Спартак, Суботица       | 0:2          | Младост, Апатин            |
| 10.   | Телеоптик, Земун        | 2:2 пен. 4:5 | Вождовац, Београд          |
| 11.   | Бежанија, Београд       | 4:0          | Мачва, Шабац               |
| 12.   | Напредак, Крушевац      | 3:0          | Јавор, Ивањица             |
| 13.   | Раднички, Ниш           | 1:1          | Хајдук, Кула               |
| 14.   | Биг Бул, Бачинци        | 0:4          | ОФК Београд                |
| 15.   | Партизан, Београд       | 3:0          | ЧСК Пивара, Челарево       |
| 16.   | Земун                   | 3:5          | Раднички, Пирот            |

## Осмина финала
Утакмице су одигране 25. октобра 2006.
| Утак. | Клуб, Место             | Резултат     | Клуб, Место                |
| ----- | ----------------------- | ------------ | -------------------------- |
| 1.    | Партизан, Београд       | 2:0          | Срем, Сремска Митровица    |
| 2.    | Мокра Гора, Зубин Поток | 1:2          | Црвена звезда, Београд     |
| 3.    | Младост, Апатин         | 2:0          | ОФК Београд                |
| 4.    | Младеновац              | 0:1          | Војводина, Нови Сад        |
| 5.    | Власина, Власотинце     | 2:4          | Бежанија, Београд          |
| 6.    | Банат, Зрењанин         | 1:1 пен. 8:7 | Напредак, Крушевац         |
| 7.    | Вождовац, Београд       | 1:2          | Чукарички Станком, Београд |
| 8.    | Раднички, Пирот         | 3:1          | Раднички, Ниш              |

## Четвртфинале
Утакмице су одигране 14. марта 2007.
| Утак. | Клуб, Место                | Резултат | Клуб, Место            |
| ----- | -------------------------- | -------- | ---------------------- |
| 1     | Раднички, Пирот            | 1:2      | Војводина, Нови Сад    |
| 2.    | Банат, Зрењанин            | 1:0      | Бежанија, Београд      |
| 3.    | Чукарички Станком, Београд | 0:2      | Црвена звезда, Београд |
| 4.    | Младост, Апатин            | 0:3      | Партизан, Београд      |

## Полуфинале
Утакмице су одигране 18. априла 2007.
| Утак. | Клуб, Место            | Резултат | Клуб, Место       |
| ----- | ---------------------- | -------- | ----------------- |
| 1.    | Црвена звезда, Београд | 1:0      | Партизан, Београд |
| 2.    | Војводина, Нови Сад    | 1:0      | Банат, Зрењанин   |

## Финале
| Клуб, Место            | Резултат  | Клуб, Место         |
| ---------------------- | --------- | ------------------- |
| Црвена звезда, Београд | 2:0 (0:0) | Војводина, Нови Сад |

| Победник Купа Србије у фудбалу 2006/07. |
| --------------------------------------- |
| ФК Црвена звезда 1. титула              |

| Домаћи клуб                               | Резултат | Гостујући клуб |
| ----------------------------------------- | --- | --- |
| ФК Црвена звезда                          | 2 – 0 (0 - 0) | Војводина |
| Датум                                     | 5. мај 2007. | 5. мај 2007. |
| Стадион                                   | Стадион Партизана, Београд, Србија | Стадион Партизана, Београд, Србија |
| Гледалаца                                 | 25.000 | 25.000 |
| Судија                                    | Дејан Делевић (Београд) | Дејан Делевић (Београд) |
| ФК Црвена звезда (тренер: Бошко Ђуровски) | Ранђеловић, Баста, Гај, Туторић, Анђелковић, Миловановић, Кастиљо, Милијаш, Рашковић (56' Бурзановић), Короман (84' Јоксимовић), Пуровић (75' Ђокић). | Ранђеловић, Баста, Гај, Туторић, Анђелковић, Миловановић, Кастиљо, Милијаш, Рашковић (56' Бурзановић), Короман (84' Јоксимовић), Пуровић (75' Ђокић). |
| ФК Војводина (тренер: Милован Рајевац)    | Кахриман, Стошић, Ђурић, Пекарић, Петковић, Качар (75' Сикимић), Поповић, Буач (65' Пантелић), Тадић (88' Смиљанић), Давидов, Деспотовић.             | Кахриман, Стошић, Ђурић, Пекарић, Петковић, Качар (75' Сикимић), Поповић, Буач (65' Пантелић), Тадић (88' Смиљанић), Давидов, Деспотовић.             |
| Стрелци                                   | 1:0 Короман 63', 2:0 Ђокић 85' | 1:0 Короман 63', 2:0 Ђокић 85' |